# ثيلما آدامز
ثيلما آدامز (بالإنجليزية: Thelma Adams)‏ هي ناقدة سينمائية وكاتِبة أمريكية، ولدت في 7 فبراير 1959 في لوس أنجلوس في الولايات المتحدة.

## روابط خارجية
- ثيلما آدامز على موقع روتن توميتوز (الإنجليزية)